# 戈加奥恩
戈加奥恩（Gogaon），是印度恰蒂斯加尔邦Raipur县的一个城镇。总人口10453（2001年）。

## 人口
该地2001年总人口10453人，其中男性5521人，女性4932人；0—6岁人口2171人，其中男1041人，女1130人；识字率55.64%，其中男性为67.27%，女性为42.62%。